# Lago Atlin
Il lago Atlin è un lago situato nel nord della Columbia Britannica è il più grande lago di origine naturale con una superficie di 775 km², nonché il più grande della provincia della Columbia Britannica. La punta settentrionale del lago sconfina del territorio dello Yukon, con il nome di Piccolo Atlin (in inglese: Little Atlin LaKe). Nel lago Atlin si individuano le sorgenti del fiume Yukon.
Il nome deriva dal Áa Tlein, che in lingua tlingit significa la "grande massa d'acqua".
La comunità di Atlin è situato sulla riva orientale del lago, e la parte meridionale del lago è occupata dal Atlin Provincial Park and Recreation Area.